# Präzedenzfall
Ein Präzedenzfall (oder auch Präjudiz) beschreibt einen juristischen Fall, dessen Entscheidung sich zum Maßstab anderer Fälle entwickelt hat. 
Dieses Fallrecht (englisch case law) hat eine hohe Bedeutung im anglo-amerikanischen Common Law (engl. doctrine of precedent). Die dortige Rechtsprechung basiert unter anderem auf der Bindung an frühere Gerichtsentscheidungen (Stare decisis). Die gerichtliche Entscheidung wird selbst Teil des Rechtssystems und ist Grundlage für weitere Urteile. Binding precedents binden vor allem rangniedrigere Gerichte (Bindungswirkung).
Der kontinentaleuropäische Rechtskreis folgt dagegen dem positivistischen Ideal des „Legizentrismus“, d. h. dem Primat des Gesetzes gegenüber der Rechtsprechung. Die Richter sind bei der Entscheidungsfindung dem Gesetz unterworfen und nicht den Entscheidungen anderer Gerichte (vgl. beispielsweise § 25 DRiG). Von einem Präzedenzfall kann man allenfalls dann sprechen, wenn ein Obergericht in einem Urteil Grundsätzliches zur Auslegung dieses Gesetzes festlegt. Entscheidend ist aber, dass auch künftig das Gesetz angewandt wird und die Präzedenz hierzu nur eine Auslegungshilfe bietet. Andere Gerichte werden durch Präzedenzfälle selbst nicht gebunden. Deshalb spricht man in Deutschland in der Regel nicht von Präzedenzfällen, sondern von Grundsatzentscheidungen. Eine Ausnahme bilden bestimmte Entscheidungen des Bundesverfassungsgerichtes, wenn sie Gesetze wegen Verfassungswidrigkeit aufheben und/oder vorübergehend eine ersetzende Regelung treffen. Präzedenzfälle sind auch bedeutsam für das Handeln der staatlichen Verwaltung: Liegt ein Ermessensentscheid vor, der nicht gerichtlich angefochten wurde oder vor Gericht Bestand hatte, können sich andere darauf berufen und der Präzedenzfall wird zum Maßstab zukünftigen Handelns.
In der Schweiz wird das Gewohnheitsrecht und Richterrecht im Zivilgesetzbuch ausdrücklich als Rechtsquelle anerkannt.

## Völkerrecht
Siehe
- Unabhängigkeitserklärung des Kosovo, die von einigen Ländern als Präzedenzfall für weitere Sezessionsbestrebungen gesehen wird bzw.
- die von Slowenien vorgebrachte angebliche Präjudiz im Falle der Grenzfestlegung auf kroatischen Landkarten, siehe Internationale Konflikte der Nachfolgestaaten Jugoslawiens